# Ивакура (синто)

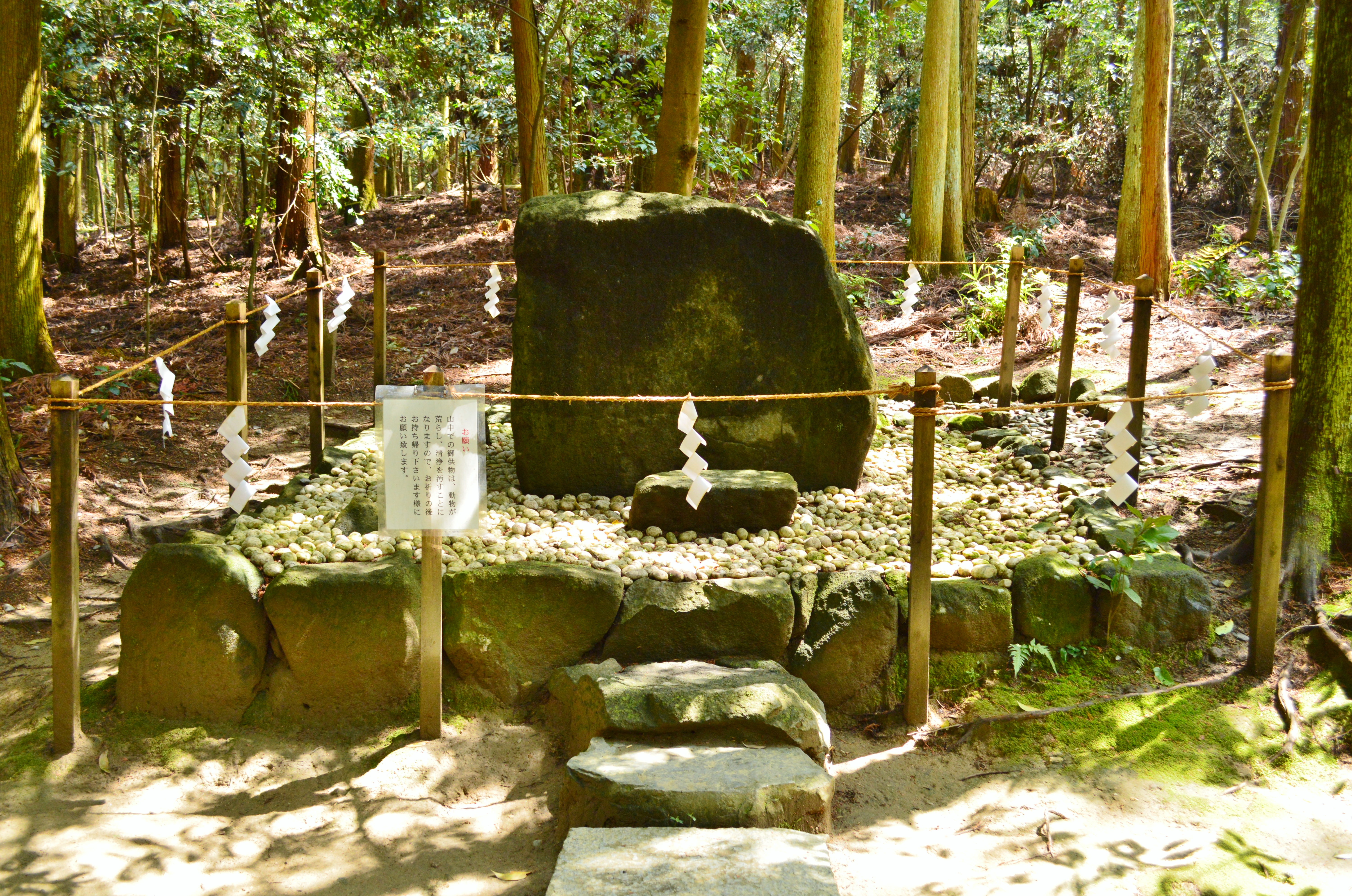
Ивакура в Оомива-дзиндзя

Ивакура (яп. 岩倉) — в синтоизме священные камни или валуны, куда призывается ками для поклонения. Обычно представляет собой камень или группу камней необычной формы, и, наряду с ивасака и иси-гами («камень-божество»), является одной из форм культа камней. Археологические свидетельства указывают на существование такого культа уже в эпоху Дзёмон. Примерами этого являются тогари-иси («заостренные камни») в префектуре Нагано и сакэ-иси («камни лосося»), найденные на северо-востоке Японии. Во многих храмах у традиционно почитаемых камней останавливается шествие с микоси во время мацури, в некоторых святилищах подобным камням поклоняются в хондэне. Ивакура часто обвязываются соломенной верёвкой — симэнавой.